# Lennart Persson (musikjournalist)
Eric Lennart Persson, född 18 mars 1951 i Ystad, död 18 maj 2009 i Malmö, var en svensk musikjournalist och musikkritiker. 
Lennart Persson skrev från 1970-talet om musik i Arbetet, Sydsvenska Dagbladet och Expressen. Han grundade fanzinet Larm som gavs ut under åren 1976-1984. Han skrev även regelbundet i den numera nedlagda poptidningen Pop och drev den kortlivade men uppmärksammade musiksajten Feber tillsammans Andres Lokko, Mats Olsson och Jan Gradvall. Namnet till sajten lånades från det fanzine han drev ett antal år tidigare. Lennart Persson skrev för Sonic Magazine från tidningens start. Sonic gav 2015 ut boken Samlade texter musiktidningen Sonic med Perssons texter ur magasinet. Han drev också skivbutiken Musik och Konst i Malmö.
Persson ansvarade under mer än trettio år för Bibliotekstjänsts urval av populärmusik och var ledamot av Kulturrådets fonogramstödsgrupp. Han medverkade i alla band av Nationalencyklopedin. 1997 mottog han P3:s och Hultsfredsfestivalens hederspris för pedagogiskt arbete i musikens tjänst.
Han ingick 2009 äktenskap med museichefen Bera Nordal.
Efter Perssons död 2009, uppmärksammades hans betydelse inom den svenska musikjournalistiken av flera kolleger och musiker. "[Hans] texter samt förmåga att sprida entusiasm och att ständigt lyfta fram intressant musik har betytt mer för min bildning än samtliga skolböcker jag någonsin öppnat", skrev kollegan L-P Andersson. Bland andra som uttryckte sin sorg förekom kollegerna Per Bjurman, Andres Lokko, Håkan Steen, Pierre Hellqvist, Markus Larsson, Anna Hellsten, Fredrik Strage och musikartisterna Louise Hoffsten, Kjell Häglund, Ebba Forsberg, Nisse Hellberg och Peter LeMarc. Den sist nämnde skrev också låten Memphis i himlen (Svag doft av skymning, 2012), tillägnad Persson. Lennart Persson är gravsatt i minneslunden på Gamla kyrkogården i Malmö.